# Alpharetta
Alpharetta – miasto w Stanach Zjednoczonych, w stanie Georgia, siedziba hrabstwa Fulton. Jest północnym przedmieściem w obszarze metropolitalnym Atlanty.
Na podstawie średniego dochodu mieszkańców miasto zostało uznane w 2022 roku za trzecie najbogatsze, obok Milton i Johns Creek w stanie Georgia. Najwyżej oceniana szkoła średnia w Alpharetta, Chattahoochee High School, jest uznana przez US News za jedną z najlepszych szkół publicznych w kraju.

## Lokalizacja
Położone w północnej części hrabstwa Fulton, miasto graniczy od południowego wschodu z Johns Creek, od południa i zachodu z Roswell, na północy z Milton, a na północnym wschodzie z niezarejestrowaną własnością w hrabstwie Forsyth. Śródmieście Alpharetta znajduje się 42 kilometry na północ od centrum Atlanty.
Było siedzibą hrabstwa Milton, które podczas Wielkiego Kryzysu zostało wcielone do hrabstwa Fulton.

## Demografia
Według przeprowadzonego przez United States Census Bureau spisu powszechnego w 2020 miasto liczyło 65 818 mieszkańców, co oznacza wzrost o 14,4% w porównaniu do roku 2010. Natomiast skład etniczny w mieście wyglądał następująco: Biali 59,5% (Latynosi 8%), Afroamerykanie 12,2%, Azjaci 23%, pozostali 5,3%. Kobiety stanowiły 50% populacji.